# Maciej Dobracki
Maciej Dobracki znany też jako Maciej Gutthäter-Dobracki (ur. 1625 w Byczynie, zm. 20 czerwca 1681 w Brodnicy) – pisarz, poeta, tłumacz, pedagog, prawnik, gramatyk, leksykograf i autor podręczników do języka polskiego.

## Życiorys
Urodzony prawdopodobnie w grudniu roku 1625, ochrzczony został w Byczynie w styczniu 1626. Pochodził z rodziny ewangelickiej: syn Macieja Gutthäter i Jadwigi Okres jego młodości jest nieznany; prawdopodobnie zdobył wykształcenie uniwersyteckie. Ok. 1655 został podpiskiem ziemskim w Wieluniu oraz grodzkim w Ostrzeszowie. Wkrótce, bo już 1656 powrócił na Śląsk, zrujnowany po wojnie trzydziestoletniej. We Wrocławiu pracował jako prawnik i nauczyciel języka polskiego. W czerwcu roku 1665 odbył podróż do Gdańska. Od września 1666 do początku roku 1670 był kierownikiem ewangelickiej Miejskiej Szkoły Polskiej we Wrocławiu, w której nauczano wyłącznie języka polskiego i religii. Okres wrocławski był najbardziej owocny w twórczości Dobrackiego, powstały wówczas podręczniki języka polskiego, poradniki dobrego wychowania, dyplomacji i pisania listów. Pisał w języku polskim i niemieckim, tłumaczył niemieckie teksty na polski, w swych podręcznikach wprowadzał cytaty z polskich poetów (m.in. Jana Kochanowskiego i Samuela Twardowskiego). Jego pisma były chętnie wydawane i cieszyły się popularnością już za życia autora.
W roku 1670 wyjechał z Wrocławia i osiedlił się w Prusach Królewskich. Przez krótki okres mieszkał w Toruniu, w 1671 przeniósł się do Brodnicy, gdzie objął urząd pisarza sądowego i mieszkał do końca życia. W marcu roku 1673 został mianowany sekretarzem królewskim przez króla Michała Korybuta Wiśniowieckiego. Żonaty był z p. Dobrzyską.

## Ważniejsze dzieła
- Wydworny polityk, wyd. Oleśnica 1664, drukarnia Jan Seyffert, wydania nast.: Elbląg 1672, Gdańsk 1685, Gdańsk 1690, (zbiór wzorów rozmów w jęz. polskim i niemieckim)
- Kancelaria polityczna, wyd. Gdańsk 1655, drukarnia S. Reinigen, wydania nast.: Elbląg 1672, Gdańsk 1685, Elbląg 1761, (polsko-niemiecki podręcznik epistolograficzny)
- Słownik łacińsko-francusko-niemiecko-polski (ilustrowany), Wrocław 1666
- Goniec gramatyki polskiej, (podręcznik do jęz. polskiego, opracowany na polecenie Rady Miejskiej Wrocławia), wyd. 1668 w oficynie Jana Seyfferta w Oleśnicy
- Polnische teutsch erklärte Sprachkunst, (podręcznik dla zaawansowanych), wyd. 1669 w oficynie Jana Seyfferta w Oleśnicy (2 edycje)
- Pień szczero-uprzejmy na godach weselnych... księdza Gottfrida Hallera... w roku 1670, Wrocław (1670)

## Przekłady
- Jan Ámos Komenský, Orbis sensualium pictus, Brzeg 1667, drukarnia K. Tschorn, inne wyd.: Wrocław 1667 (2 edycje)
- Dwie polskie pieśni religijne – przekł. z niem. w książce Spiżarnia duszna pątnikowi nabożnemu na tym świecie pielgrzymującemu do nieba w nadrożnem dana, (modlitewnik, częściowo tłumaczony z tekstów niemieckich), wyd. 1671 w Oleśnicy, wyd. nast. Brzeg 1680